# Étoges
Étoges est une commune française, située dans le département de la Marne en région Grand Est.

## Géographie

### Localisation
Étoges se trouve au sud-ouest du département de la Marne, en région Grand Est. La commune appartient à la région agricole de la Brie champenoise.
La commune d'Étoges s'étend sur une superficie de 1 457 hectares. Sur son territoire, l'altitude varie de 153 à 243 mètres. Le village d'Étoges est situé sur les coteaux de la Côte d'Île-de-France, face à la Montagne de Toulon. Le nord de la commune est plus élevé, davantage boisé, et accueille de nombreux étangs ainsi que le hameau de Grand Malton.
Par la route, Étoges se situe à 40 km de Châlons-en-Champagne, préfecture, à 25 km d'Épernay, sous-préfecture, et à 30 km de Dormans, bureau centralisateur du canton de Dormans-Paysages de Champagne dont dépend Étoges depuis 2015. La commune fait en outre partie du bassin de vie d'Épernay.
Étoges est limitrophe de 6 communes :
| Montmort-Lucy | Montmort-Lucy | Loisy-en-Brie |
| Congy         | Étoges        | Beaunay       |
| Fèrebrianges  | Fèrebrianges  | Vert-Toulon   |

### Hydrographie

#### Réseau hydrographique
La commune est dans la région hydrographique « la Seine de sa source au confluent de l'Oise (exclu) » au sein du bassin Seine-Normandie. Elle est drainée par le Fossé 01 de l'Étang du Roi, le Fossé 01 du Fond de la Rivière, le Fossé 01 du Petit Ailaud, le ruisseau de Cubersault et le ruisseau de Merlus,.
Huit plans d'eau complètent le réseau hydrographique : l'étang de Chantenoue, d'une superficie totale de 1,5 ha (0,2 ha sur la commune), l'étang de la Grande Borne, d'une superficie totale de 3,3 ha (2,4 ha sur la commune), l'étang de la Grande Tournelle (10,4 ha), l'étang des Machefers (11,3 ha), l'étang du Charme (2 ha), l'étang du Milieu (1,9 ha), l'étang du Pied du Roi (1 ha) et l'étang Neuf (4,8 ha),.

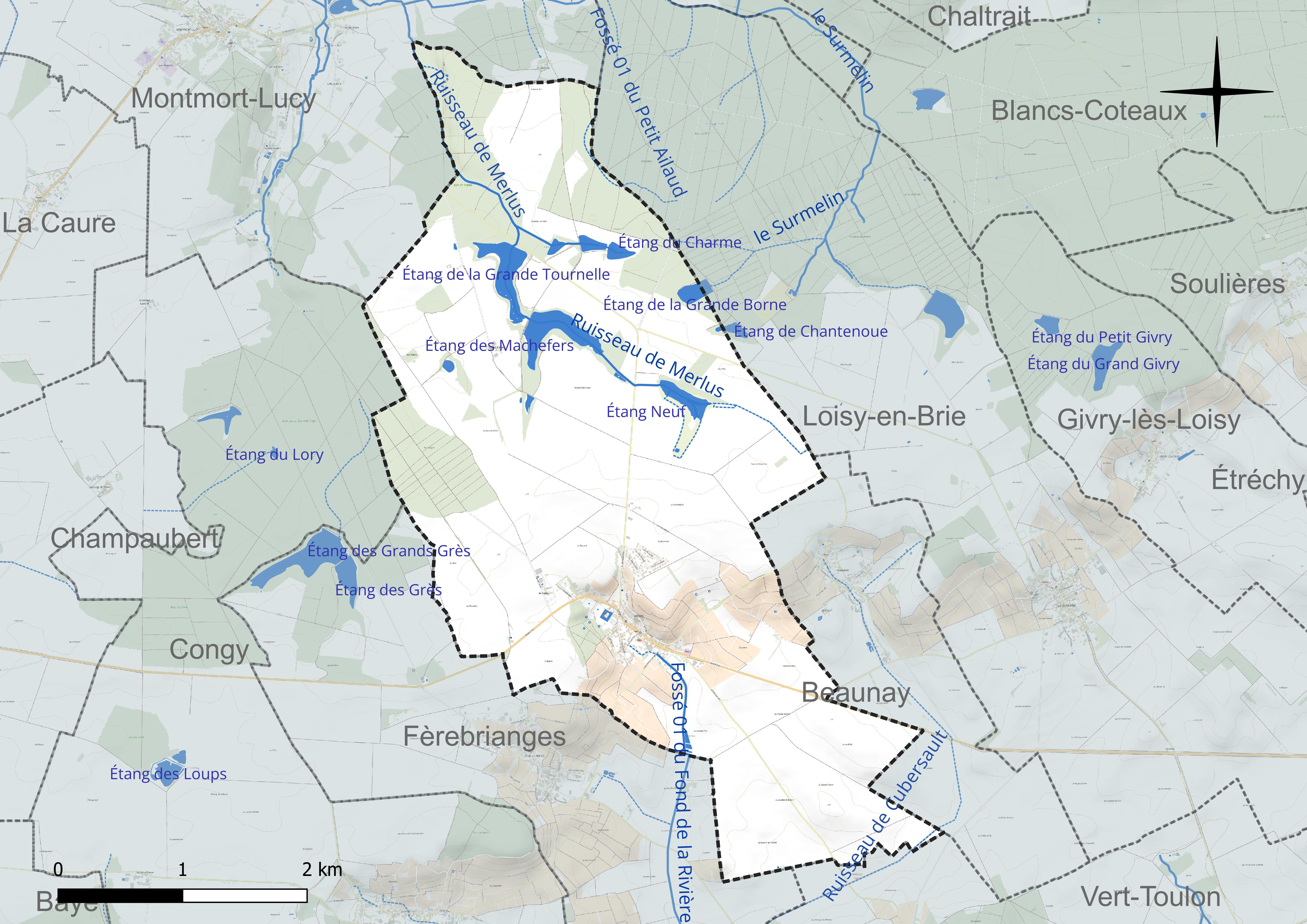
Réseau hydrographique d'Étoges.

#### Gestion et qualité des eaux
Le territoire communal est couvert par le schéma d'aménagement et de gestion des eaux (SAGE) « Petit et Grand Morin ». Ce document de planification concerne le territoire des bassins versants du Petit Morin (630 km2) et du Grand Morin (1 185 km2) et se répartit sur trois départements (la Marne, l'Aisne et la Seine-et-Marne). Il a été approuvé le 21 octobre 2016. La structure porteuse de l'élaboration et de la mise en œuvre est le Syndicat mixte d'aménagement et de gestion des eaux (SMAGE) - EPAGE.
La qualité des cours d’eau peut être consultée sur un site dédié géré par les agences de l’eau et l’Agence française pour la biodiversité.

### Climat
Pour des articles plus généraux, voir Climat du Grand Est et Climat de la Marne.
En 2010, le climat de la commune est de type climat océanique dégradé des plaines du Centre et du Nord, selon une étude du Centre national de la recherche scientifique s'appuyant sur une série de données couvrant la période 1971-2000. En 2020, Météo-France publie une typologie des climats de la France métropolitaine dans laquelle la commune est exposée à un climat océanique altéré et est dans la région climatique  Nord-est du bassin Parisien, caractérisée par un ensoleillement médiocre, une pluviométrie moyenne régulièrement répartie au cours de l’année et un hiver froid (3 °C).
Pour la période 1971-2000, la température annuelle moyenne est de 10,3 °C, avec une amplitude thermique annuelle de 15,6 °C. Le cumul annuel moyen de précipitations est de 784 mm, avec 12,7 jours de précipitations en janvier et 8,1 jours en juillet. Pour la période 1991-2020, la température moyenne annuelle observée sur la station météorologique de Météo-France la plus proche, « Chouilly », sur la commune de Chouilly à 20 km à vol d'oiseau, est de 11,4 °C et le cumul annuel moyen de précipitations est de 668,9 mm. 
La température maximale relevée sur cette station est de 40,3 °C, atteinte le 25 juillet 2019 ; la température minimale est de −12,3 °C, atteinte le 5 février 2012,,.
Les paramètres climatiques de la commune ont été estimés pour le milieu du siècle (2041-2070) selon différents scénarios d'émission de gaz à effet de serre à partir des nouvelles projections climatiques de référence DRIAS-2020. Ils sont consultables sur un site dédié publié par Météo-France en novembre 2022.

### Milieux naturels et biodiversité
L'Inventaire national du patrimoine naturel (INPN) recense 627 espèces sur le territoire de la commune, dont 103 espèces protégées et 58 espèces menacées.
Étoges compte deux zones naturelles d'intérêt écologique, faunistique et floristique (ZNIEFF) sur son territoire.
La ZNIEFF de type I des « étangs et bois de la Grande Laye au nord-ouest d'Étoges » est principalement située sur la commune de Congy, mais comprend plusieurs étangs situés à Étoges : l'étang des Machefers, l'étang de la Grande Tournelle, l'étang du Pied du Roi, l'étang du Milieu et l'étang du Charme. Sur environ 430 hectares, la ZNIEFF est constituée de forêts typiques de la Brie champenoise, dominées par la chênaie-charmaie mésotrophe, complétée par l'aulnaie-frênaie. À proximité de ses étangs, l'aulnaie à Carex elongata (rare dans la marne), la saulaie et les roselières prennent le pas. Ses zones humides abritent de nombreux végétaux rares ou protégés (élatine à six étamines, flûteau nageant, pilulaire, potamot graminée, à feuilles obtuses et à tiges comprimées, renoncule grande douve, utriculaire vulgaire) ainsi qu'une quarantaine d'espèces d'oiseaux.
Le bois de Rilan, au nord-est de la commune, fait partie de la ZNIEFF de type II du « massif forestier et étangs associés entre Épernay, Vertus et Montmort-Lucy ». Celle-ci regroupe de nombreux massifs forestiers et étangs au sud et à l'ouest d'Épernay, sur le plateau de la Brie champenoise.

## Urbanisme

### Typologie
Au 1er janvier 2024, Étoges est catégorisée commune rurale à habitat dispersé, selon la nouvelle grille communale de densité à sept niveaux définie par l'Insee en 2022.
Elle est située hors unité urbaine et hors attraction des villes,.

### Occupation des sols
L'occupation des sols de la commune, telle qu'elle ressort de la base de données européenne d’occupation biophysique des sols Corine Land Cover (CLC), est marquée par l'importance des territoires agricoles (80,1 % en 2018), une proportion sensiblement équivalente à celle de 1990 (80,8 %). La répartition détaillée en 2018 est la suivante : terres arables (71,7 %), forêts (15,1 %), cultures permanentes (6,5 %), zones urbanisées (2,6 %), eaux continentales (2,2 %), zones agricoles hétérogènes (1,9 %).
L'évolution de l’occupation des sols de la commune et de ses infrastructures peut être observée sur les différentes représentations cartographiques du territoire : la carte de Cassini (XVIIIe siècle), la carte d'état-major (1820-1866) et les cartes ou photos aériennes de l'IGN pour la période actuelle (1950 à aujourd'hui).

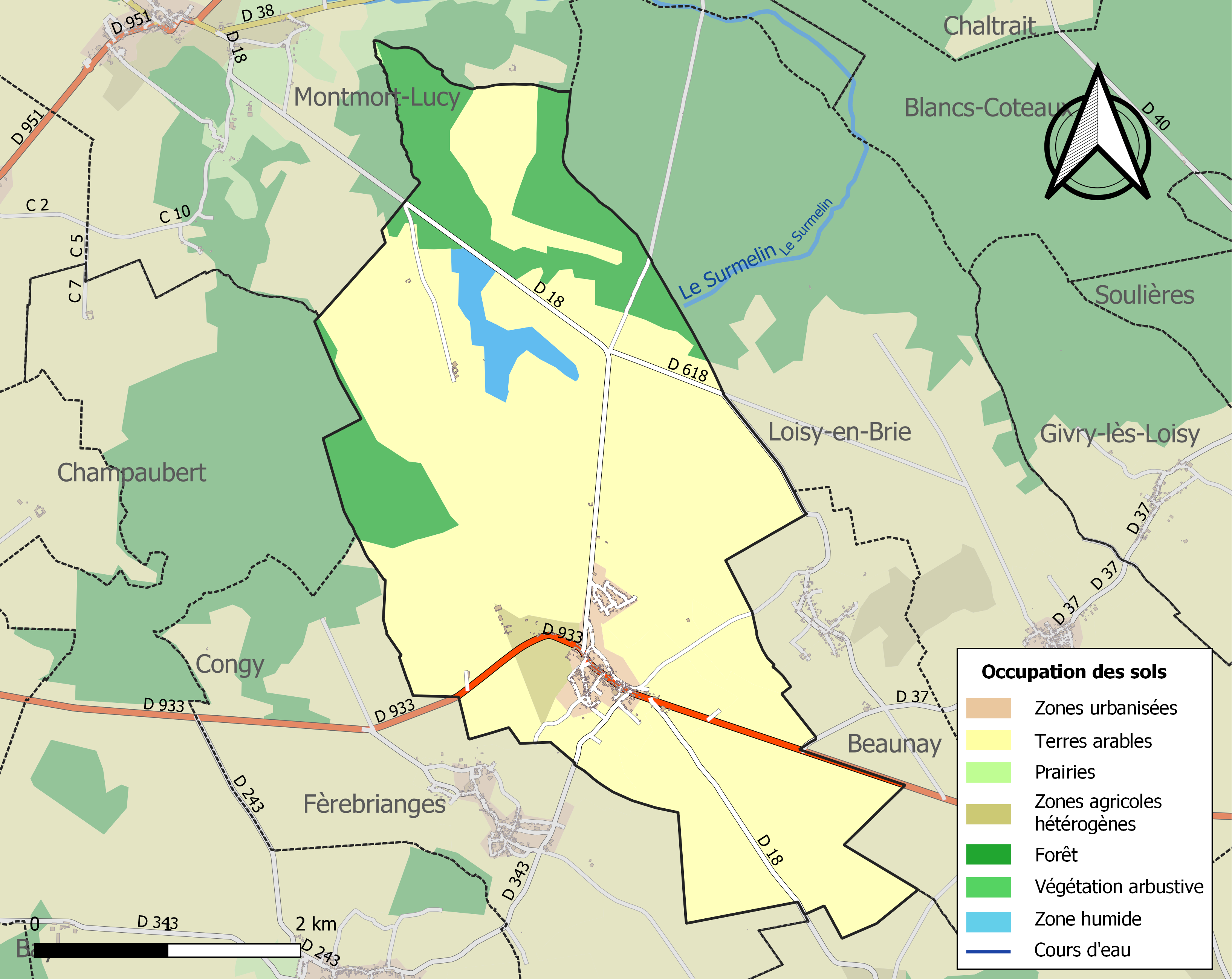
Carte des infrastructures et de l'occupation des sols de la commune en 2018 (CLC).

### Morphologie rurale et écarts
Étoges se compose d'un centre ancien en forme de village-rue, autour de la Grande Rue, avec des habitations en pierre calcaire ornées des modénatures en brique.
Au nord du village au lieu-dit les Boqueux, se trouve un lotissement pavillonnaire construit dans les années 2000.
La commune comprend plusieurs écarts, principalement des exploitations agricoles. On peut notamment citer Grand Malton au nord et les Bastis à l'ouest.

### Habitat et logement
En 2021, Étoges compte 222 logements. Ces logements sont à 91 % des maisons ; la commune ne comptant que 20 appartements. En raison de la prévalence des maisons, les résidences principales de Étoges disposent en moyenne de 4,8 pièces.
Le tableau ci-dessous présente une comparaison de quelques indicateurs chiffrés du logement pour Étoges, la communauté de communes des Paysages de la Champagne (CCPC), le département de la Marne et la France entière :
|                                                            | Étoges | CCPC   | Marne   | France     |
| ---------------------------------------------------------- | ------ | ------ | ------- | ---------- |
| Ensemble des logements                                     | 222    | 11 470 | 300 919 | 37 155 918 |
| Part des résidences principales (en %)                     | 79,9   | 80,9   | 87,5    | 82,2       |
| Part des résidences secondaires (en %)                     | 5,6    | 5,8    | 3,4     | 9,7        |
| Part des logements vacants (en %)                          | 14,5   | 13,4   | 9,1     | 8,1        |
| Part des propriétaires de leur résidence principale (en %) | 69,9   | 76,4   | 52,2    | 57,5       |

À Étoges, en 2021, 79,9 % des logements sont des résidences principales, 5,6 % des résidences secondaires et 14,5 % des logements vacants. Par ailleurs, 69,9 % des ménages sont propriétaires de leur résidence principale. Ces chiffres sont proches de ceux de l'ensemble de la communauté de communes des Paysages de la Champagne.
Parmi les 173 résidences principales construites avant 2019, 14 % avaient été construites avant 1919, 8,6 % entre 1919 et 1945, 13,5 % entre 1946 et 1970, 15,3 % entre 1971 et 1990, 12,8 % entre 1991 et 2005 et 35,7 % entre 2006 et 2018.
Le nombre de logements a augmenté de 60 % entre 1999 et 2015, avec la construction du lotissement les Boqueux. Le tableau ci-dessous présente l'évolution du nombre de logements sur le territoire de la commune, par catégorie, depuis 1968 :
|                        | 1968 | 1975 | 1982 | 1990 | 1999 | 2010 | 2015 | 2021 |
| ---------------------- | ---- | ---- | ---- | ---- | ---- | ---- | ---- | ---- |
| Résidences principales | 123  | 116  | 109  | 105  | 109  | 155  | 176  | 177  |
| Résidences secondaires | 1    | 8    | 15   | 12   | 14   | 7    | 17   | 12   |
| Logements vacants      | 20   | 27   | 25   | 17   | 15   | 28   | 27   | 32   |
| Total                  | 144  | 151  | 149  | 134  | 138  | 189  | 220  | 222  |

### Voies de communication et transports
Étoges est traversée par la route départementale 933, ancienne route nationale 33 entre La Ferté-sous-Jouarre et Châlons-en-Champagne.

## Toponymie
Le nom de la localité est attesté sous les formes Stogiæ (1130-1142) ; Stogium (1142) ; Estoiches (1230) ; Estoges (1238) ; Estoiges (1249) ; Estogiæ (vers 1252) ; Estouges (1367) ; Estogues (1508) ; Estauges (1508) ; Estoge (1633).

## Histoire
Étoges est un ancien relais de poste sur la route Paris - Strasbourg. L'église conserve des gisants des seigneurs d'Anglure. La famille d'Anglure a reconstruit le château d'Étoges au début du XVIIe siècle sur les bases d'une forteresse médiévale en préservant les douves. Le portail, les douves et les façades du château sont classés au titre des monuments historiques.
En 1718, le comté d'Étoges est achetée pour Joseph Marie de Boufflers, fils du duc Louis François de Boufflers. Il meurt en 1747 de la petite vérole et son fils unique, quatre ans plus tard. Sa petite-fille, la duchesse Amélie de Gontaut, vend le comté d'Étoges en 1760 à Ambroise-Julien Clément de Feillet, conseiller au parlement de Paris. Son fils institue à Étoges une fête de la Rosière (1768). Il vend le domaine en 1782 à Claude Christophe Lorimier de Chamilly, premier valet de chambre de Louis XVI, et à sa femme, Marie-Thérèse Marsollier, fille d'un riche drapier et secrétaire de Louis XV.
Pendant la fuite de Varennes, le 20 juin 1791 à 13 heures, la berline royale fuyant Paris relaye au village. Prudent, le roi ne passe pas la grille. « À Étoges, on crut être reconnu », écrira la princesse Marie-Thérèse. En 1792, les Chamilly, père et fils, sont arrêtés. Claude Christophe Lorimier de Chamilly guillotiné le 5 messidor (23 juin) 1794. Le 21 septembre 1794, le domaine est vendu par l'étude de maître Scilly, notaire à Paris. L'acheteur, Étienne Pernon, n'est pas connu, mais il n'a gardé le domaine que six mois. Sept acquéreurs se sont succédé en huit ans. Le fils, Claude-René Lorimer de Chamilly est libéré après la chute de Robespierre. Lors de la perquisition de son appartement parisien on avait trouvé une copie du testament de Louis XVI. Il a retrouvé auprès de Louis XVIII la place de valet de chambre que sa famille possédait depuis 1764.

## Politique et administration

### Liste des maires

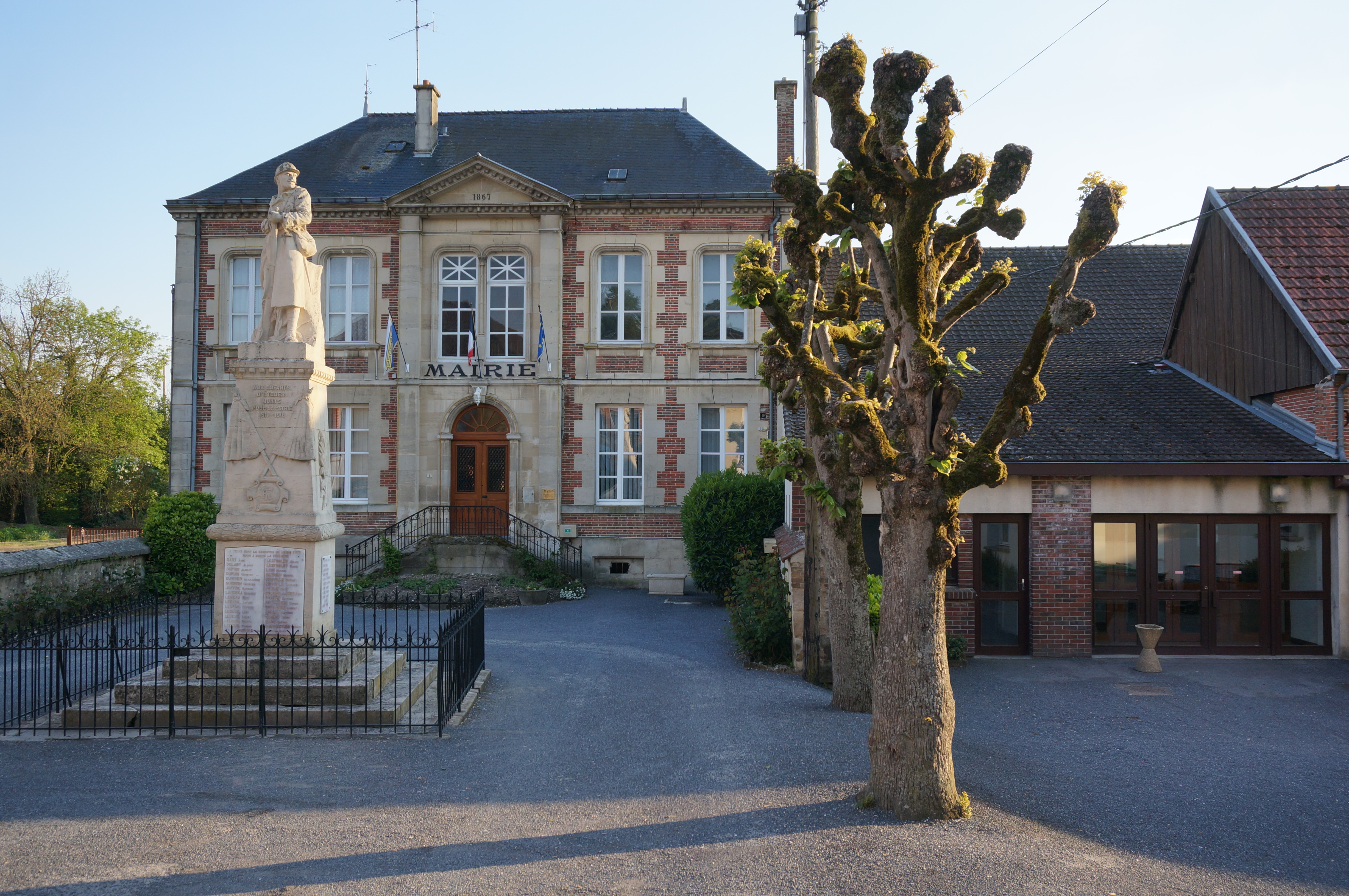
La mairie et son monument aux morts.

| Période                                  | Période                      | Identité          | Étiquette | Qualité |
| ---------------------------------------- | ---------------------------- | ----------------- | --------- | ------- |
| Les données manquantes sont à compléter. |                              |                   |           |         |
|                                          |                              | André Moineau     |           |         |
| avant 1995                               | 1995                         | Francis Thomas    | DVD       |         |
| 1995                                     | 2008                         | Michel Bression   |           |         |
| 2008                                     | 2014                         | José Renault      |           |         |
| 2014                                     | En cours (au 4 juillet 2014) | Jean-Pierre Uriel |           |         |

### Jumelage
Depuis 1973, la commune est jumelée avec le village allemand d'Oberweier, qui fait partie de la ville d'Ettlingen.

## Équipements et services publics

### Eau et déchets
L'approvisionnement en eau potable et l'assainissement des eaux usées sont des compétences de la communauté de communes des Paysages de la Champagne. La commune d'Étoges est alimentée en eau potable par les captages de Coizard-Joches (Le Bas de l'Étang). La production et la distribution d'eau potable font l'objet d'une délégation de service public confiée à Suez jusqu'en 2029. Étoges accueille une station d'épuration (à lagunage et à filtres à roseaux) d'une capacité de 500 équivalent-habitants sur son territoire. L'assainissement collectif y est assuré en régie par la communauté de communes.
La communauté de communes est également compétente en matière de déchets. La collecte des ordures ménagères résiduelles et des déchets recyclables est réalisée en porte à porte. La communauté de commune adhérant au syndicat de valorisation des ordures ménagères de la Marne (SYVALOM), ces déchets sont amenés au centre de transfert départemental de Pierry puis valorisés sur le site de La Veuve. La collecte du verre et des textiles se fait en apport volontaire. La communauté de communes met par ailleurs six déchèteries à disposition de ses habitants, accessibles après création d'une carte d'accès : à Châtillon-sur-Marne, Damery-Venteuil, Fèrebrianges, Mareuil-le-Port, Montmort-Lucy et Trélou-sur-Marne.

### Enseignement
Étoges fait partie de l'académie de Reims.
Les enfants d'Étoges sont accueillis au sein des écoles de Congy. Installées rue des Prés, les écoles sont fréquentées par 37 élèves de maternelle et 57 élèves d'élémentaire (chiffres 2024-2025)
Les jeunes d'Étoges sont ensuite rattachés au collège Lucie Aubrac de Montmort-Lucy et au lycée La Fontaine du Vé de Sézanne.

### Postes et télécommunications
La commune dispose d'une agence postale communale, installée place de la Mairie. Une boîte aux lettres de La Poste se trouve par ailleurs sur son territoire, allée des Tilleuls, au sein du lotissement les Boqueux.

### Justice, sécurité et secours
Du point de vue judiciaire, Étoges relève du conseil de prud'hommes d'Épernay, du tribunal de commerce de Reims, du tribunal judiciaire, du tribunal paritaire des baux ruraux et du tribunal pour enfants de Châlons-en-Champagne, dans le ressort de la cour d'appel de Reims. Pour le contentieux administratif, la commune dépend du tribunal administratif de Châlons-en-Champagne et de la cour administrative d'appel de Nancy.
Étoges est située en secteur Gendarmerie nationale et dispose de sa propre brigade, qui couvre 22 communes.
En matière d'incendie et de secours, le centre d'incendie et de secours le plus proche est celui de Montmort, dépendant du Service départemental d'incendie et de secours (SDIS) de la Marne.

## Population et société

### Démographie
L'évolution du nombre d'habitants est connue à travers les recensements de la population effectués dans la commune depuis 1793. Pour les communes de moins de 10 000 habitants, une enquête de recensement portant sur toute la population est réalisée tous les cinq ans, les populations de référence des années intermédiaires étant quant à elles estimées par interpolation ou extrapolation. Pour la commune, le premier recensement exhaustif entrant dans le cadre du nouveau dispositif a été réalisé en 2006.

En 2022, la commune comptait 417 habitants, en évolution de −8,95 % par rapport à 2016 (Marne : −1,19 %, France hors Mayotte : +2,11 %).
| 1793 | 1800 | 1806 | 1821 | 1831 | 1836 | 1841 | 1846 | 1851 |
| ---- | ---- | ---- | ---- | ---- | ---- | ---- | ---- | ---- |
| 449  | 431  | 449  | 460  | 587  | 661  | 650  | 661  | 695  |

| 1856 | 1861 | 1866 | 1872 | 1876 | 1881 | 1886 | 1891 | 1896 |
| ---- | ---- | ---- | ---- | ---- | ---- | ---- | ---- | ---- |
| 609  | 604  | 594  | 577  | 551  | 495  | 518  | 544  | 520  |

| 1901 | 1906 | 1911 | 1921 | 1926 | 1931 | 1936 | 1946 | 1954 |
| ---- | ---- | ---- | ---- | ---- | ---- | ---- | ---- | ---- |
| 513  | 491  | 461  | 436  | 380  | 396  | 384  | 406  | 381  |

| 1962 | 1968 | 1975 | 1982 | 1990 | 1999 | 2006 | 2011 | 2016 |
| ---- | ---- | ---- | ---- | ---- | ---- | ---- | ---- | ---- |
| 421  | 409  | 357  | 306  | 282  | 261  | 290  | 395  | 458  |

| 2021 | 2022 | - | - | - | - | - | - | - |
| ---- | ---- | - | - | - | - | - | - | - |
| 441  | 417  | - | - | - | - | - | - | - |

### Cultes
Pour le culte catholique, Étoges dépend de la paroisse Saint-Alpin - Le Surmelin, au sein du diocèse de Châlons-en-Champagne.

### Médias
La presse écrite régionale comprend le quotidien L'Union et l'hebdomadaire L'Hebdo du vendredi.
Parmi les stations de radio locales, il est possible de citer Ici Champagne-Ardenne et Champagne FM.

## Économie
Village champenois au sud de la côte des Blancs, Étoges a une économie essentiellement tournée vers le champagne, la viticulture et le tourisme. De nombreuses familles du village produisent le champagne et cultivent la vigne.

## Culture locale et patrimoine

### Lieux et monuments

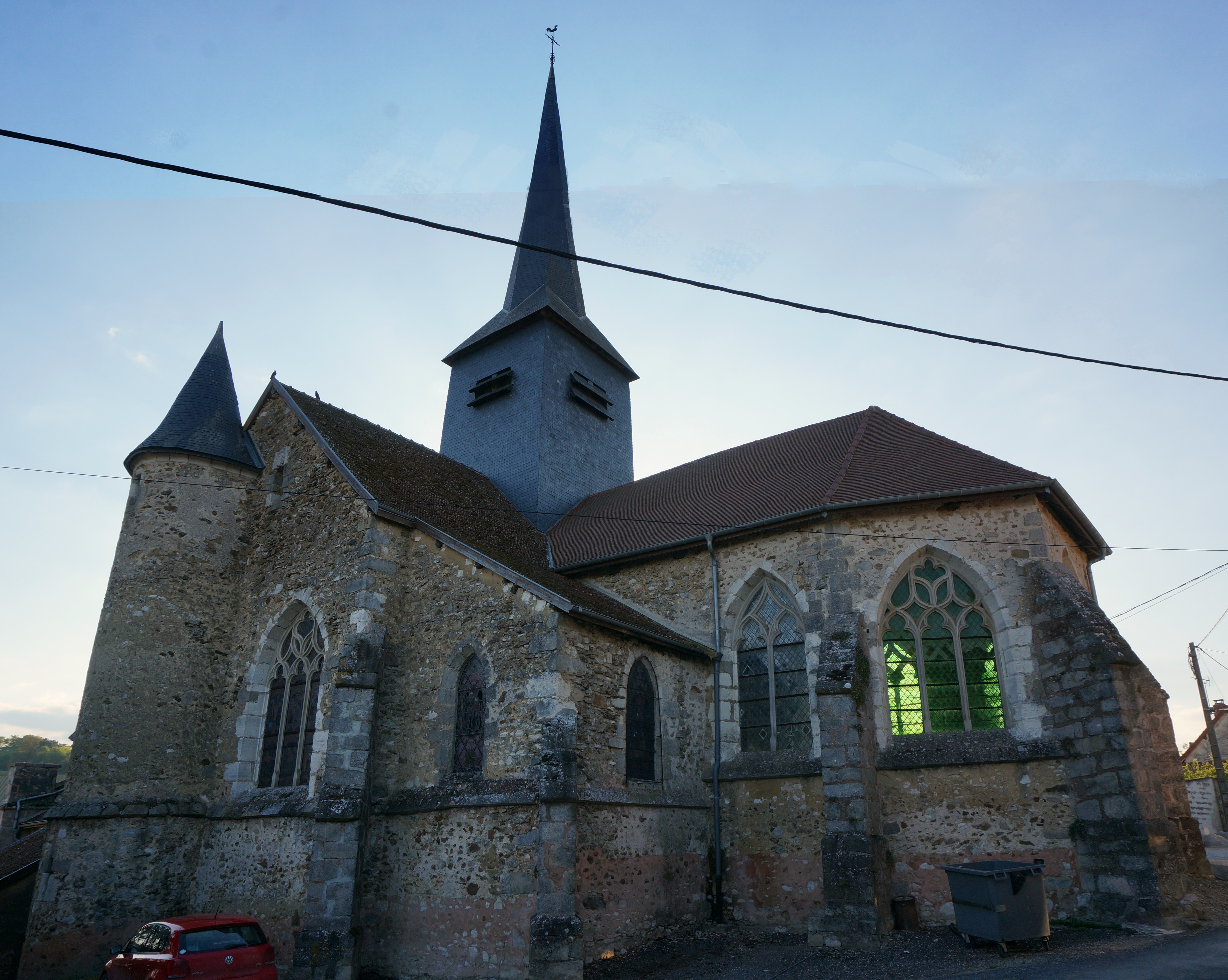
Le chœur de l'église.

- Le château d'Étoges qui est une ancienne forteresse, est cerné par de larges douves. Il fut rebâti au XVIIe siècle par les comtes d’Anglure. Louis XIII y fut reçu et Louis XIV y séjourna en 1687, admirant ses bassins et ses jets d'eau. On peut encore y voir ses tours d’angles et le corps de logis, en brique à parement de pierre, son pont à balustrade du XVIIIe siècle, et le pigeonnier de la ferme. Après la Révolution, il devint la propriété du beau-père du maréchal de Lannes. Ses héritiers le vendirent en 1877 à Charles Uriel, ancêtre des propriétaires actuels. Depuis 1992, il a été transformé en hôtellerie-restaurant.

- L'église Saint-Sulpice-et-Saint-Antoine possède un clocher tors constitué d'une tour carrée, surmontée d'une flèche octogonale fine qui tourne de 1/16e de tour de droite à gauche. Elle abrite des gisants d'albâtre des d'Anglure, seigneurs d'Étoges. L'édifice date des XIIe-XIIIe siècles et a connu de multiples remaniements entre les XVe et XVIIIe siècles. Il fait l'objet d'une protection au titre des Monuments Historiques[44].
- Une plaque en mémoire du 1er régiment d'artillerie de marine qui se battait là le 10 février 1814 fixée sur le mur du parc du château.

### Héraldique
| Blason de Étoges | Blason  | Parti : au premier écartelé au I et au IV d'argent semé de grillets soudés d'or soutenus chacun d'un croissant de gueules, au II et au III de gueules aux trois pals de vair et au chef d'or chargé d'une merlette de sable, au second d'argent au dragon de sinople. |
| Blason de Étoges | Détails | Le statut officiel du blason reste à déterminer. |

### Personnalités liées à la commune
- François Scholastique de Guéheneuc, beau-père du maréchal Lannes, fut maire d'Étoges au début du XIXe siècle.